# Bert McCracken
Robert Edward McCracken (Provo, 25 febbraio 1982) è un cantante statunitense, leader del gruppo The Used.

## Biografia
Bert McCracken è nato a Provo, ma è cresciuto a Orem, nello Utah, in una famiglia mormone, vivendo come un membro dello straight edge fino a 15 anni. Ha tre sorelle (Katie, Melanie, Rachel) e un fratello minore (Joseph Taylor). Bert ha affermato di essere cresciuto leggendo molto, per l'influenza di sua madre, che era un'insegnante. Ha frequentato la Timpanogos High School per un breve periodo di tempo, fino a 16 anni, quando lasciò la scuola. Prima di entrare nei The Used, ha suonato la tromba in una band locale chiamata I'm With Stupid, a partire da 12 anni.
Figlio maggiore della famiglia, Bert godette di una felice vita familiare da bambino, ma crescendo nacquero dei contrasti tra lui e i suoi genitori. Egli si ribellò contro di loro e contro la loro religione mormone impostagli andando in altre chiese. Da adolescente Bert era contro la droga e ha curato una rivista straight edge, Drugs Suck My Dick. Tuttavia presto divenne dipendente da metanfetamina, e dopo aver abbandonato la scuola superiore, venne cacciato di casa all'età di 16 anni. Per qualche tempo visse da solo per strada fino a quando non trovò abbastanza soldi per un appartamento. In seguito si sposò con la sua fidanzata Kate. Dopo che il loro rapporto crollò, si ritrovò nuovamente per strada sprofondando nella tossicodipendenza, fino a quando finalmente decise di tornare a casa dei suoi genitori alla fine del dicembre del 2000. Nel gennaio 2001, quando la band chiamata Strange Itch (che più tardi sarebbe divenuta The Used, allora costituito da Quinn, Jeph e Branden) stava cercando un cantante, Quinn ricordò Bert e lo invitò a provare. Creata una canzone senza parole, Bert scrisse il testo di quella che sarebbe diventata "Maybe Memories" e lo restituì il giorno successivo con una nuova versione registrata del brano. La band lo accolse immediatamente, e lo ribattezzarono "Used". Essi sono stati scoperti da John Feldmann e una volta firmato con la Reprise Records, il loro nome divenne "The Used" poiché si era scoperto che una band di Boston aveva già il nome del marchio "Used". Il 25 giugno 2002 fu pubblicato il loro album di debutto.
Bert superò le crisi di droga con il sostegno dei compagni della band, ma la dipendenza continuò. Secondo una rivista, Bert era solito bere ogni giorno più di due bottiglie di Jack Daniel's. I costanti tour non aiutarono il suo alcolismo, e durante il tour "The Used" McCracken crollò sul palco. Dopo aver consultato diversi medici, gli è fu diagnosticata una pancreatite acuta, una grave infiammazione del pancreas causata da autodigestione del tessuto pancreatico dai propri enzimi. Questa malattia di solito è causata dal abuso di alcool.

## Vita privata
McCracken è apparso nel programma televisivo su MTV The Osbournes poiché frequentava Kelly Osbourne, nonostante la costernazione e disapprovazione della madre di quest'ultima.
Nel 2004, la sua fidanzata, al tempo incinta, morì di overdose, mentre i The Used finivano di registrare il loro secondo album In Love and Death.
A luglio del 2008, si è sposato con una cerimonia privata a Los Angeles. A luglio del 2013 ha annunciato che lui e sua moglie si fossero trasferiti da Los Angeles a Sydney, Australia, dove la loro prima figlia, Cleo Rose McCracken, è nata a gennaio del 2014. La loro seconda bambina, Minerva "Minnie" Bloom McCracken è nata il 23 marzo del 2018.
Ha avuto diversi problemi di tossicodipendenza ed alcolismo. Nel 2012 ha seguito un percorso di disintossicazione.
Ha espresso il suo supporto per la Palestina assieme a diverse critiche sulla cultura e società dell'America contemporanea, come l'influenza di grandi imprese nell'industria della musica; che in parte contribuirono al suo spostamento in Australia nel 2013. Le sue opinioni politiche furono molto d'impatto soprattutto nei testi del quarto album dei The Used Imaginary Enemy.